# マリ統監
マリ統監（マリとうかん、英語: Lord Lieutenant of Moray）は、イギリスの官職。統監の1つで、マリを担当する。
1789年に勃発したフランス革命がヨーロッパ諸国に飛び火するとともに1792年にはスコットランド各地で暴動がおこり、地方政府の対応に不満を感じたイギリス政府は1794年にイングランドの統監職をスコットランドでも常設職として設立した。
マリは公式には1919年にエルギンシャーから改称されており、統監職の旧称はエルギンシャー統監（英: Lord Lieutenant of Elginshire、表記ゆれとしてLord Lieutenant of the County of Elginなど）だった。

## 一覧
- 1794年3月17日 – 1810年8月28日：第9代マリ伯爵フランシス・ステュアート[4]
- 1810年9月6日 – 1848年1月12日：第10代マリ伯爵フランシス・ステュアート[4]
- 1848年2月14日 – 1851年3月21日：サー・アレグザンダー・ダフ[4]
- 1851年5月21日 – 1856年：ジェイムズ・ダフ[4]
- 1856年4月9日 – 1871年：ジョージ・スキーン・ダフ（英語版）[4]
- 1872年1月1日 – 1902年：マクダフ子爵アレグザンダー・ダフ（のち第6代ファイフ伯爵、初代ファイフ公爵）[4]
- 1902年8月21日 – 1928年1月18日：マーチ伯爵チャールズ・ゴードン＝レノックス（のち第7代リッチモンド公爵）[3][4]
- 1928年3月14日 – 1935年5月7日：第8代リッチモンド公爵チャールズ・ゴードン＝レノックス[4]
- 1935年8月2日 – 1943年7月9日：第18代マリ伯爵フランシス・ステュアート[4]
- 1943年9月28日 – 1963年10月9日：ヘンリー・ウォルター・ホールズワース（のち騎士爵）[4]
- 1964年1月16日 – 1994年：イアン・マーク・テナント（英語版）（のち騎士爵）[4]
- 1994年4月21日 – 2005年：ジョージ・アーサー・チェスワース（英語版）[4]
- 2005年8月20日 – 2020年1月28日：グレンヴィル・ショー・ジョンストン（英語版）[5][6]
- 2020年1月29日 – 2024年4月3日：シーモア・ヘクター・ラッセル・ヘイル・モンロー（英語版）[6][7]
- 2024年4月3日 – ：リンジー・ウィリアム・タロック（Lindsay William Tulloch）[7]